# Vosne-romanée (AOC)
Pour l’article homonyme, voir Vosne-Romanée.
Le vosne-romanée, est un vin français d'appellation d'origine contrôlée produit sur les communes de Vosne-Romanée et de Flagey-Echézeaux, sur la côte de Nuits, en Côte-d'Or.

## Histoire

### Antiquité
L’édit de l'empereur romain Domitien, en 92, interdisait la plantation de nouvelles vignes hors d’Italie ; il fit arracher partiellement les vignes en Bourgogne afin d’éviter la concurrence. Le vignoble résultant suffisait aux besoins locaux. Mais Probus annula cet édit en 280. En 312, un disciple d'Eumène rédigea la première description du vignoble de la Côte d'Or. En 639, le lieu se nommait "Vaona".

### Moyen Âge

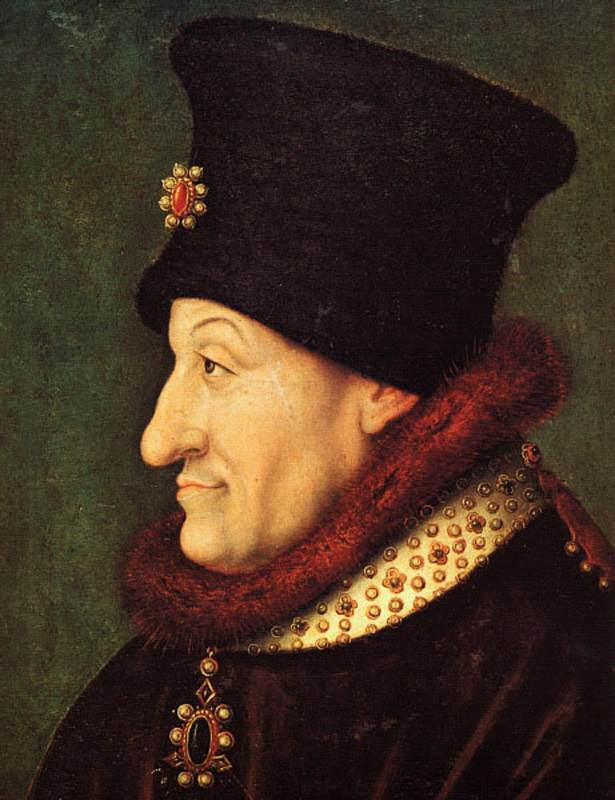
Philippe II le Hardi

Dès le début du VIe siècle, l’implantation du christianisme avait favorisé l’extension de la vigne par la création d’importants domaines rattachés aux abbayes. Ainsi l'abbaye de Cîteaux (créée en 1098) avec des plantations en Côte-d'Or. Aux XIe siècle, les moines de Saint-Vivant de Vergy (Cluny) et les cisterciens de Citeaux ont entrepris de mettre en valeur les terroirs de "Vosne-Romanée". La romanée-Conti est créée en 1232 par les moines de l'abbaye de Citeaux. Le Romanée Saint-Vivant rappelle le souvenir du monastère des Hautes-Côtes. Vers 1349, lorsque l’on découvre le gamay, nouveau cépage, les réactions de mécontentement se multiplient. Le nouveau plant, très productif, risque en effet de compromettre la qualité des vins de Bourgogne. En l'an 1395, Philippe le Hardi décida d’améliorer la qualité des vins et interdit la culture du gamay au profit du pinot noir dans ses terres. Enfin en 1416, Charles VI fixa par un édit les limites de production du vin de Bourgogne. Au XVe siècle la Romanée-Conti est reprise par les moines de Saint-Vivant. En 1422, d'après les archives, les vendanges eurent lieu en Côte de Nuits au mois d'août. À la mort de Charles le Téméraire, le vignoble de Bourgogne fut rattaché à la France, sous le règne de Louis XI.

### Période moderne
Aussi, en 1700, l'intendant Ferrand rédigea-t-il un « Mémoire pour l'instruction du duc de Bourgogne » lui indiquant que dans cette province les vins les meilleurs provenaient des « vignobles [qui] approchent de Nuits et de Beaune ». Le nom de la romanée conti vient du prince Louis François de Bourbon-Conti qui l'acheta en 1760. Après la Révolution française, la Romanée-Conti fut déclaré bien national.

### Période contemporaine

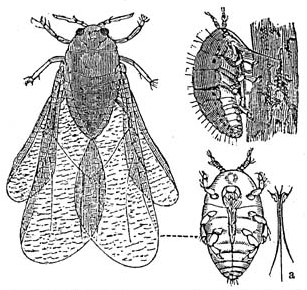
Phylloxéra

#### XIXesiècle
Dans les décennies 1830-1840, la pyrale survint et attaqua les feuilles de la vigne. Elle fut suivie d'une maladie cryptogamique, l'oïdium. Le millésime 1865 a donné des vins aux teneurs naturelles en sucres très élevées et des vendanges assez précoces. En 1869, la romanée conti est reprise par un négociant, Jacques-Marie Duvault-Blochet, ancêtre du propriétaire actuel, Aubert de Villaine.. À la fin de ce siècle arrivèrent deux nouveaux fléaux de la vigne. Le premier fut le mildiou, autre maladie cryptogamique, le second le phylloxéra. Cet insecte térébrant venu d'Amérique mit très fortement à mal le vignoble. Après de longues recherches, on finit par découvrir que seul le greffage permettrait à la vigne de pousser en présence du phylloxéra. 

#### XXesiècle
Le mildiou provoqua un désastre considérable en 1910. Henri Gouges avait rejoint au niveau national le combat mené par le sénateur Joseph Capus et le baron Pierre Le Roy de Boiseaumarié qui allait aboutir à la création des appellations d'origine contrôlée. Il devint le bras droit du baron à l'INAO. Ainsi cette AOC fut créée en 1936. La Romanée Conti constitue une AOC depuis 1936. Au début des années 1940, la Romanée-Conti demeurait le seul vignoble bourguignon à posséder encore des vignes d'avant le phylloxéra, mais les ceps âgés ne produisaient plus guère de vin ; c'est pourquoi en 1945, ce vignoble fut entièrement replanté (ainsi pas de récolte entre 1946 et 1951). Apparition de l'enjambeur dans les années 1960-70, qui remplacent le cheval. Les techniques en viticulture et œnologie ont bien évolué depuis 50 ans (vendange en vert, table de triage, cuve en inox, pressoir électrique puis pneumatique...).

#### XXIesiècle
Avec la canicule de 2003, les vendanges débutèrent pour certains domaines cette année-là à la mi-août, soit avec un mois d'avance, des vendanges très précoces qui ne s'étaient pas vues depuis 1422 et 1865 d'après les archives. Le cahier des charges de l’appellation a été modifié en décembre 2024.

## Situation géographique
Le vignoble de Vosne-Romanée, situé sur les communes de Vosne-Romanée et Flagey-Echezeaux en Côte d'Or, est un des vignobles de la côte de Nuits sur la route des Grands Crus. 

### Géologie et orographie
Sols calcaires mêlés à des marnes argileuses, sols profond d'une dizaine de centimètres à 1 mètre. Exposé au levant.

### Climat
C'est un climat tempéré à légère tendance continentale.
Valeurs climatiques de Dijon, car Vosne-Romanée est situé en dessous de cette ville.
Dijon
Pour la ville de Dijon (316 m), les valeurs climatiques jusqu'à 1990 :
| Mois                              | jan. | fév. | mars | avril | mai  | juin | jui. | août | sep. | oct. | nov. | déc. | année |
| --------------------------------- | ---- | ---- | ---- | ----- | ---- | ---- | ---- | ---- | ---- | ---- | ---- | ---- | ----- |
| Température minimale moyenne (°C) | −1   | 0,1  | 2,2  | 5     | 8,7  | 12   | 14,1 | 13,7 | 10,9 | 7,2  | 2,5  | −0,2 | 6,3   |
| Température moyenne (°C)          | 1,6  | 3,6  | 6,5  | 9,8   | 13,7 | 17,2 | 19,7 | 19,1 | 16,1 | 11,3 | 5,6  | 2,3  | 10,5  |
| Température maximale moyenne (°C) | 4,2  | 7    | 10,8 | 14,7  | 18,7 | 22,4 | 25,3 | 24,5 | 21,3 | 15,5 | 8,6  | 4,8  | 14,8  |
| Précipitations (mm)               | 49,2 | 52,5 | 52,8 | 52,2  | 86,3 | 62,4 | 51   | 65,4 | 66,6 | 57,6 | 64,2 | 62   | 732,2 |

## Vignoble

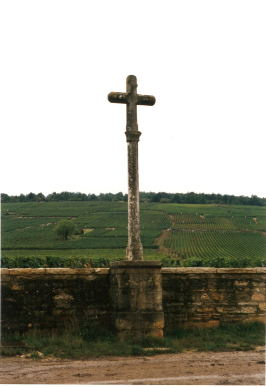
Vignoble de la Romanée-Conti à Vosne-Romanée

### Présentation
Appellation communale et premiers crus
Situé sur les communes de Vosne-Romanée et Flagey-Echézeaux, sa superficie est de 150,48 hectares dont 54,85 hectares sont classés en premier cru. Sa production représente 5 868 hl. Quinze climats bénéficient de l'appellation vosne-romanée premier cru, dont trois sur la commune voisine de Flagey-Echézeaux. 
Le reste de la production, de niveau village (ou « communal »), représente 3 782 hl pour une superficie de 95,63 hectares.
Appellations grand cru
Le vignoble abrite quelques grands crus parmi les plus réputés et les plus chers de Bourgogne dont le romanée-conti. Sa production moyenne est de 900 hl par an sur 27,11 hectares :
- le romanée-conti (1,63 hectare[22]).
- Le richebourg (8,03 hectares[23]).
- La-romanée (0,84 hectare[23]).
- La-tâche (6,06 hectares[23]).
- Le romanée-saint-vivant (8,71 hectares[23]).
- La-grande-rue (1,65  hectare[23]).
- Les grands-échezeaux (9,14 hectares)
- L’échezeaux (37,69 hectares)

Fait rare en Bourgogne, quatre de ces grands crus sont des monopoles (un seul propriétaire). Les autres (romanée-saint-vivant et richebourg) sont, comme la plupart des grands crus de Bourgogne, divisés entre plusieurs propriétaires.

### Climats en1ercru

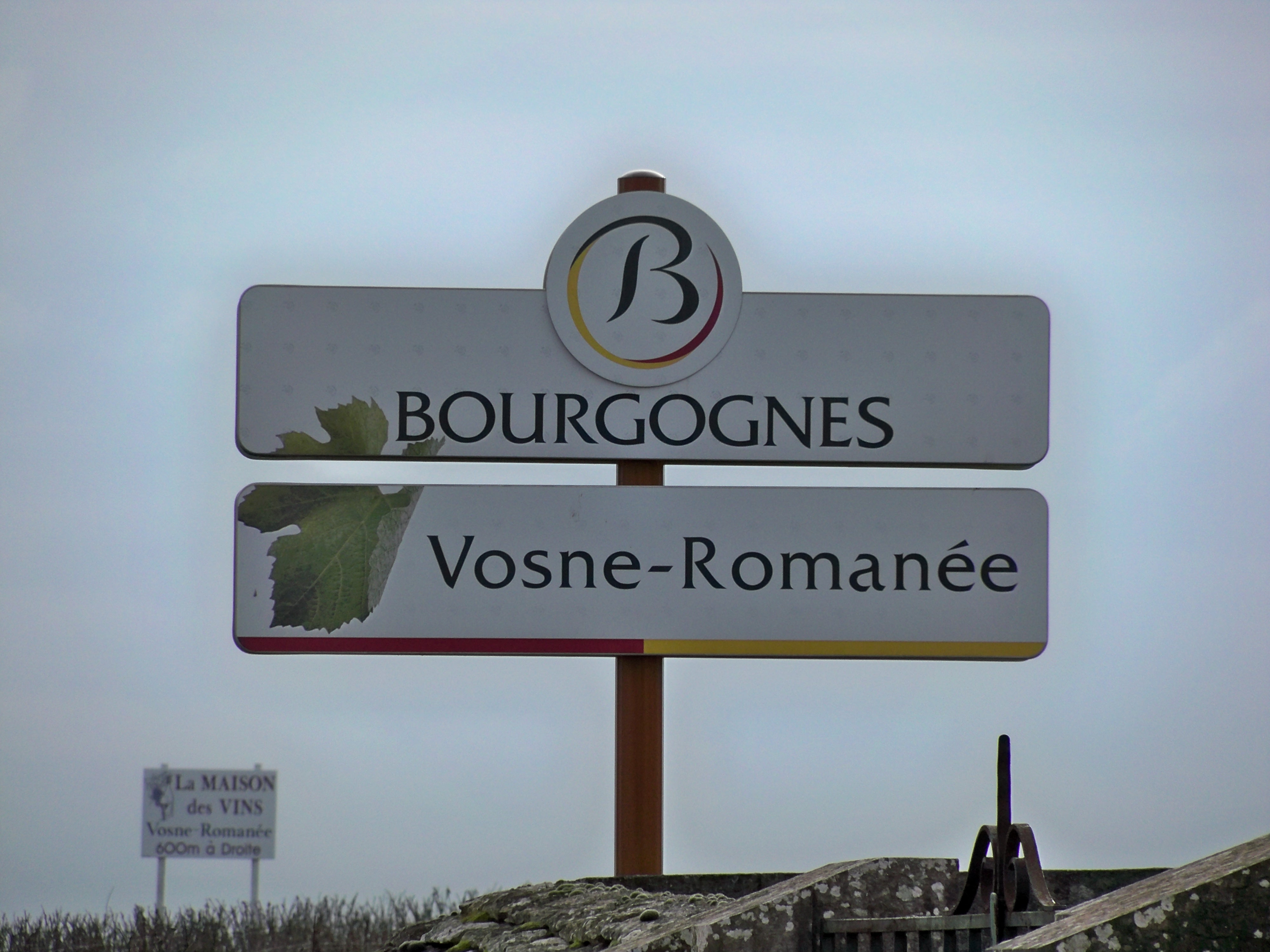
Panneau de la Route des Vins à Vosne-Romanée.

- Commune de Vosne-Romanée : Au Dessus de Malconsorts, Aux Brûlées, Aux Malconsorts, Aux Reignots, Clos des Réas (en partie), Cros Parantoux, La Combe Brûlée (en partie), Les Beaumonts, Les Hauts Beaumonts (en partie), Les Chaumes (en partie), Les Gaudichots (en partie), Les Hauts Beaumonts, Les Petits Monts, et Les Suchots.
- Commune de Flagey-Echézeaux : En Orveaux (en partie), Les Beaux-Monts-Hauts, Les Beaux-Monts Bas (en partie), et Les Rouges du dessus.

### Encépagement
Le pinot noir compose exclusivement les vins rouges de l'AOC. Il est constitué de petites grappes denses, en forme de cône de pin composées de grains ovoïdes, de couleur bleu sombre. C'est un cépage délicat, qui est sensible aux principales maladies et en particulier au mildiou, au rougeot parasitaire, à la pourriture grise (sur grappes et sur feuilles), et au cicadelles. Ce cépage, qui nécessite des ébourgeonnages soignés, a tendance à produire un nombre important de grapillons. Il profite pleinement du cycle végétatif pour mûrir en première époque. Le potentiel d'accumulation des sucres est élevé pour une acidité juste moyenne et parfois insuffisante à maturité. Les vins sont assez puissant, riches, colorés, de garde. Ils sont moyennement tanniques en général.

### Méthodes culturales

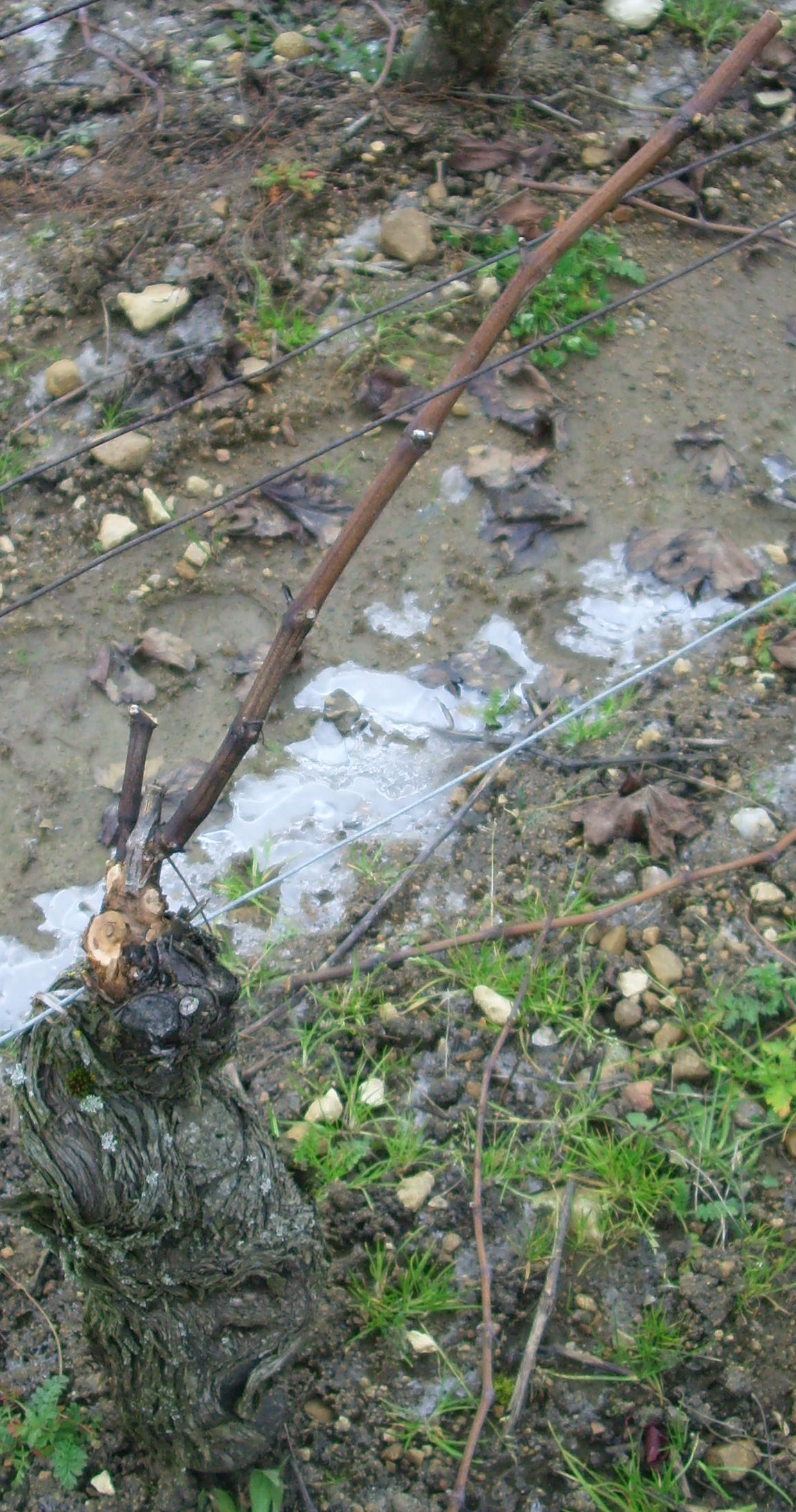
Pied de vigne taillé en Guyot simple

#### Travail manuel
Ce travail commence par la taille, en « guyot simple », avec une baguette de cinq à huit yeux et un courson d'un à trois yeux. Le tirage des sarments suit la taille. Les sarments sont enlevés et peuvent être brûlés ou mis au milieu du rang pour être broyés. On passe ensuite aux réparations. Puis vient le pliage des baguettes. Éventuellement, après le pliage des baguettes, une plantation de nouvelles greffes est réalisée. L'ébourgeonnage peut débuter dès que la vigne a commencé à pousser. Cette méthode permet, en partie, de réguler les rendements. Le relevage est pratiqué lorsque la vigne commence à avoir bien poussé. En général, deux à trois relevages sont pratiqués. La vendange en vert est pratiquée de plus en plus dans cette appellation. Cette opération est faite dans le but de réguler les rendements et surtout d'augmenter la qualité des raisins restants. Pour finir avec le travail manuel à la vigne, se réalise l'étape importante des vendanges.

#### Travail mécanique
L'enjambeur est d'une aide précieuse. Les différents travaux se composent du broyage des sarments, réalisé lorsque les sarments sont tirés et mis au milieu du rang ; de trous faits à la tarière, là où les pieds de vignes sont manquants, en vue de planter des greffes au printemps ; de labourage ou griffage, réalisé dans le but d'aérer les sols et de supprimer des mauvaises herbes ; de désherbage fait chimiquement pour tuer les mauvaises herbes ; de plusieurs traitements des vignes, réalisés dans le but de les protéger contre certaines maladies cryptogamiques (mildiou, oïdium, pourriture grise, etc.) et certains insectes (eudémis et cochylis) ; de plusieurs rognages consistant à reciper ou couper les branches de vignes (rameaux) qui dépassent du système de palissage ; de vendanges mécaniques, réalisées avec une machine à vendanger ou une tête de récolte montée sur un enjambeur.

### Rendements
Les rendements sont de 50 à 58 hl/ha pour l'appellation communale et de 48 à 56 hl/ha pour les premiers crus.

## Vins

### Titres alcoométriques volumique minimal et maximal
| AOC                           | Rouge   | Rouge   |
| Titre alcoométrique volumique | minimal | maximal |
| Village                       | 10,5 %  | 13,5 %  |
| Premier cru                   | 11 %    | 14 %    |

### Terroir et vins
Rubis pur. Arômes de fraise, de framboise, de myrtille, de cassis, de cuir. Bouche tannique, puissante, velouteuse.

### Gastronomie, garde et température de service
S'accorde bien avec de la viande rouge, du gibier à plumes, de la volaille rôtie, du fromage fort...
Se sert entre 14 et 16 degrés. Se garde entre 5 et 15 ans.

## Économie

### Structure des exploitations
Il existe des domaines de tailles différentes. Ces domaines mettent tout ou une partie de leurs propres vins en bouteilles et s'occupent aussi de le vendre. Les autres, ainsi que ceux qui ne vendent pas tous leurs vins en bouteilles, les vendent aux maisons de négoce.
Les maisons de négoce achètent leurs vins, en général, en vin fait (vin fini) mais parfois en raisin ou en moût. Elles achètent aux domaines et passent par un courtier en vin qui sert d'intermédiaire moyennant une commission de l'ordre de 2 % à la charge de l'acheteur.

### Commercialisation
La commercialisation de cette appellation se fait par divers canaux de vente : dans les caveaux du viticulteur, dans les salons des vins (vignerons indépendants, etc.), dans les foires gastronomiques, par exportation, dans les Cafés-Hôtels-Restaurants (C.H.R), dans les grandes et moyennes surfaces (G.M.S).